# Le Bluffeur (film, 1964)
Pour les articles homonymes, voir Le Bluffeur.
Pour plus de détails, voir Fiche technique et Distribution.
Le Bluffeur est un film français de Sergio Gobbi sorti en 1964.

## Synopsis
Fredo, un ancien gangster surnommé « le Bluffeur », veut se reconvertir après sa sortie de prison, mais ses ex-complices veulent le retrouver.

## Fiche technique
- Réalisation : Sergio Gobbi
- Scénario : Sergio Gobbi, Lucien Hustaix et Pierre Caillat
- Photographie : Roger Duculot
- Date de sortie : 6 mai 1964
- Musique : Michel Philippe-Gérard
- Chanson interprétée par Félix Marten[1].sur une musique de Michel Philippe-Gérard et des paroles de Michel Rivgauche.
- Genre : Film de gangsters

## Distribution
- Paul Guers : Frédo, dit "Le bluffeur"
- Dany Carrel : Dany
- Roland Lesaffre : Philippe
- Félix Marten : Milord
- Pascale Roberts : Eliane
- Sady Rebbot : André
- Guy Marly : Guy
- Paul Cambo : Eric Surgeon
- Lucien Hustaix : Lucien
- Albert Dinan : Henri
- Nancy Holloway : Sybil
- Véra Valmont : Sandra
- Max Montavon : un tailleur
- Michel Renault
- Jean-Louis Le Goff
- Jean-Michel Rouzière